# (9000) Hal
(9000) Hal (provisorische Bezeichnung: 1981 JO) ist ein Asteroid des Hauptgürtels, der am 3. Mai 1981 von dem amerikanischen Astronomen Edward L. G. Bowell am Lowell-Observatorium in Arizona entdeckt wurde.
Benannt ist der Asteroid nach dem Computer HAL 9000 aus dem Science-Fiction-Film 2001: Odyssee im Weltraum.